# ثنائي بوريد الألومنيوم
ثنائي بوريد الألومنيوم مركب كيميائي له الصيغة AlB2، ويتكون من معدن الألمنيوم وعنصر البورون.
تمتاز بلوراته بناقليتها الكهربائية.

## التحضير
يحضر المركب من التفاعل المباشر بين عنصري الألومنيوم والبورون تحت التفريغ وعند درجة حرارة تراوح 800 °س.
{\displaystyle \mathrm {Al+2\ B\longrightarrow AlB_{2}} }

## الخواص
في بنية المركب تتوضع ذرات البورون على شكل صفائح سداسية تشبه الغرافيت تتوضع بينها ذرات الألومنيوم، وذلك بشكل مشابه لبنية ثنائي بوريد المغنيسيوم. تمتلك البلورات المفردة من AlB2 موصلية معدنية على طول المحور الموازي للمستوي السداسي القاعدي. تعد بنية AlB2 مثالاً نمطياً على المركبات بين الفلزية.